# Passage de l'Horloge-à-Automates
Le passage de l'Horloge-à-Automates est une voie du 3e arrondissement de Paris, en France.

## Situation et accès
Le passage de l'Horloge-à-Automates est situé dans le 3e arrondissement de Paris. Il débute au 52, rue Rambuteau et se termine sur le passage du Commerce-Saint-Martin.

## Origine du nom
Elle porte ce nom en raison du voisinage de l'horloge à automates monumentale installée par Jacques Monestier.

## Historique
Cette voie piétonne a été ouverte sous son nom actuel en 1979 dans le cadre de l'aménagement du secteur des Halles.